# ضفدع جراد البحر
ضفدع جراد البحر (الاسم العلمي: Rana areolata) (بالإنجليزية: crawfish frog)‏ هو نوع من البرمائيات يتبع جنس الضفدع الحقيقي من فصيلة الضفادع الحقيقية.